# Pleszeck űrrepülőtér
A Pleszeck űrrepülőtér (oroszul: Космодром Плесецк, magyar átírásban: Koszmodrom Pleszeck) hivatalos nevén 1. sz. Állami Kísérleti Űrrepülőtér (oroszul: 1-й Государственный испытательный космодром [Pervij goszudarsztvennij iszpitatyelnij koszmodrom]) Oroszország északi részén, az Arhangelszki területen lévő űrrepülőtér.
A hozzá legközelebbi település az űrrepülőtérrel együtt létrehozott Mirnij zárt város. 1957-ben kezdték építeni, és 1959-re érte el a hadrafoghatóságot az R–7 Szemjorka interkontinentális ballisztikus rakéták indítóhelye, mely a későbbi űrrepülőtér alapjául szolgált. Az űrközpont léte hosszú ideig hadititok volt, létezését először 1983-ban ismerték el nyilvánosan.
Az űrközpont északi elhelyezkedésének köszönhetően elsősorban nagy inklinációjú vagy poláris pályán keringő, elsősorban katonai műholdak indítására szolgál, napjainkban Szojuz, Koszmosz–3M, Rokot és Ciklon, valamint a közeljövőben Angara hordozórakétákkal. A rakétafokozatok részben a tajgára, részben a Barents-tengerbe hullanak vissza.

## Lásd még
- Bajkonuri űrrepülőtér
- Mirnij

## Külső hivatkozások
- Pleszeck űrrepülőtér az Orosz Szövetségi Űrügynökség (Roszkoszmosz) honlapján
- A Pleszeck űrrepülőtér honlapja
- Pleszeck űrrepülőtér a Russianspaceweb.com-on